# Osečná
Osečná är en stad i Tjeckien. Den ligger i den norra delen av landet, 80 km nordost om huvudstaden Prag. Osečná ligger 374 meter över havet och antalet invånare är 1 004.
Terrängen runt Osečná är platt åt sydväst, men åt nordost är den kuperad.Runt Osečná är det ganska glesbefolkat, med 28 invånare per kvadratkilometer. Närmaste större samhälle är Liberec, 12,4 km nordost om Osečná. I omgivningarna runt Osečná växer i huvudsak blandskog.